# Chauliodoniscus princeps
Chauliodoniscus princeps är en kräftdjursart som först beskrevs av Menzies 1962.  Chauliodoniscus princeps ingår i släktet Chauliodoniscus och familjen Haploniscidae. Inga underarter finns listade i Catalogue of Life.